# Un Juif pour l'exemple (roman)
Un Juif pour l'exemple est un roman de Jacques Chessex publié en 2009 chez Grasset.

## Résumé
L’assassinat d’un riche commerçant juif, Arthur Bloch, par des Suisses nazis en 1942. Bloch est découpé en morceaux par les meurtriers et les morceaux sont placés dans des boilles à lait métalliques qui sont ensuite jetées dans le lac de Neuchâtel.
Les meurtriers, Fernand Ischi, Robert Marmier et Fritz Joss sont condamnés à la perpétuité et libérés au début des années 60. Le pasteur Lugrin, qui a motivé et encouragé les meurtriers, est condamné à 20 ans de réclusion ; il est libéré après avoir purgé les deux tiers de sa peine ; à sa sortie de prison, il clame haineux "Je le referais".

## Adaptation
En 2016, le roman a été l'objet d'une adaptation cinématographique, Un Juif pour l'exemple de Jacob Berger, traitant à la fois du meurtre d'Arthur Bloch et de la réception du roman de Chessex à sa sortie.